# Élections municipales de 2021 à Terrebonne
Les élections municipales de 2021 à Terrebonne se dérouleront le 7 novembre 2021.

## Contexte
La course oppose le maire sortant Marc-André Plante, en quête d'un second mandat, à Mathieu Traversy, député de Terrebonne entre 2008 et 2018.

## Candidats
Les candidatures en date du 30 septembre 2021 sont les suivantes :
| Candidat          | Domaine professionnel | Parti | Parti                            |
| ----------------- | --------------------- | ----- | -------------------------------- |
| Marc-André Plante | Administration        |       | Alliance démocratique Terrebonne |
| Mathieu Traversy  | Politique             |       | Mouvement Terrebonne             |

| Parti | Parti                            | Candidats | Candidats            | Total |
| Parti | Parti                            | Mairie    | Conseiller municipal | Total |
| ----- | -------------------------------- | --------- | -------------------- | ----- |
|       | Alliance démocratique Terrebonne | 1         | 16                   | 17    |
|       | Mouvement Terrebonne             | 1         | 16                   | 17    |
|       | Nouvel Élan Terrebonne           | 0         | 1                    | 1     |
|       | Indépendants                     | 0         | 6                    | 6     |
| Total | Total                            | 2         | 39                   | 41    |

## Résultats

### Mairie
| Candidat              | Candidat              | Parti                            | Voix   | %     |
| --------------------- | --------------------- | -------------------------------- | ------ | ----- |
|                       | Mathieu Traversy      | Mouvement Terrebonne             | 25 293 | 77,20 |
|                       | Marc-André Plante     | Alliance démocratique Terrebonne | 6 898  | 21,05 |
|                       | Simon Berleur         | Indépendant                      | 574    | 1,75  |
|                       |                       |                                  |        |       |
| Bulletins valides     | Bulletins valides     | Bulletins valides                | 32 765 | 98,63 |
| Bulletins rejetés     | Bulletins rejetés     | Bulletins rejetés                | 456    | 1,37  |
| Total                 | Total                 | Total                            | 33 221 | 100   |
| Abstentions           | Abstentions           | Abstentions                      | 54 638 | 62,19 |
| Taux de participation | Taux de participation | Taux de participation            | 87 859 | 37,81 |

### Districts électoraux

#### Résumé
| Parti                  | Parti                            | Candidats              | Voix   | %     | +/-   | Sièges | +/-           |
| ---------------------- | -------------------------------- | ---------------------- | ------ | ----- | ----- | ------ | ------------- |
|                        | Mouvement Terrebonne             | 16                     | 24 231 | 73,92 | Nv.   | 16     | 16            |
|                        | Alliance démocratique Terrebonne | 16                     | 7 284  | 22,22 | 19,49 | 0      | 11            |
|                        | Nouvel Élan Terrebonne           | 1                      | 154    | 0,47  | 20,87 | 0      | 1             |
|                        | Indépendants                     | 6                      | 1 111  | 3,39  | -     | 0      | -             |
|                        |                                  |                        |        |       |       |        |               |
| Suffrages exprimés     | Suffrages exprimés               | Suffrages exprimés     | 32 780 | 98,67 |       |        |               |
| Votes nuls             | Votes nuls                       | Votes nuls             | 441    | 1,33  |       |        |               |
| Total                  | Total                            | Total                  | 33 221 | 100   | -     | 16     | en stagnation |
| Abstention             | Abstention                       | Abstention             | 54 638 | 62,19 |       |        |               |
| Inscrits/Participation | Inscrits/Participation           | Inscrits/Participation | 87 859 | 37,81 |       |        |               |

#### Résultats individuels
|                        | Vicky Mokas            | Mouvement Terrebonne             | 910   | 59,01 |  |  |
|                        | Brigitte Villeneuve    | Alliance démocratique Terrebonne | 476   | 30,87 |  |  |
|                        | Eve Duhamel            | Indépendante                     | 156   | 10,12 |  |  |
|                        |                        |                                  |       |       |  |  |
| Suffrages exprimés     | Suffrages exprimés     | Suffrages exprimés               | 1 542 | 99,23 |  |  |
| Votes nuls             | Votes nuls             | Votes nuls                       | 12    | 0,77  |  |  |
| Total                  | Total                  | Total                            | 1 554 | 100   |  |  |
| Abstention             | Abstention             | Abstention                       | 4 248 | 73,22 |  |  |
| Inscrits/Participation | Inscrits/Participation | Inscrits/Participation           | 5 802 | 26,78 |  |  |

|                        | Raymond Berthiaume     | Mouvement Terrebonne             | 1 153 | 61,82 |  |  |
|                        | Nathalie Bellavance    | Alliance démocratique Terrebonne | 667   | 35,76 |  |  |
|                        | Katy Duchesne          | Indépendante                     | 45    | 2,41  |  |  |
|                        |                        |                                  |       |       |  |  |
| Suffrages exprimés     | Suffrages exprimés     | Suffrages exprimés               | 1 865 | 98,63 |  |  |
| Votes nuls             | Votes nuls             | Votes nuls                       | 26    | 1,37  |  |  |
| Total                  | Total                  | Total                            | 1 891 | 100   |  |  |
| Abstention             | Abstention             | Abstention                       | 3 857 | 67,10 |  |  |
| Inscrits/Participation | Inscrits/Participation | Inscrits/Participation           | 5 748 | 32,90 |  |  |

|                        | Nathalie Lepage        | Mouvement Terrebonne             | 1 093 | 66,85 |  |  |
|                        | Dany St-Pierre         | Alliance démocratique Terrebonne | 486   | 29,72 |  |  |
|                        | Hélène Michaud         | Indépendante                     | 56    | 3,43  |  |  |
|                        |                        |                                  |       |       |  |  |
| Suffrages exprimés     | Suffrages exprimés     | Suffrages exprimés               | 1 635 | 98,67 |  |  |
| Votes nuls             | Votes nuls             | Votes nuls                       | 22    | 1,33  |  |  |
| Total                  | Total                  | Total                            | 1 657 | 100   |  |  |
| Abstention             | Abstention             | Abstention                       | 4 163 | 71,53 |  |  |
| Inscrits/Participation | Inscrits/Participation | Inscrits/Participation           | 5 820 | 28,47 |  |  |

|                        | Anna Guarnieri         | Mouvement Terrebonne             | 973   | 49,62 |  |  |
|                        | Réal Leclerc           | Indépendant                      | 576   | 29,37 |  |  |
|                        | Louise Arbour          | Alliance démocratique Terrebonne | 412   | 21,01 |  |  |
|                        |                        |                                  |       |       |  |  |
| Suffrages exprimés     | Suffrages exprimés     | Suffrages exprimés               | 1 961 | 98,44 |  |  |
| Votes nuls             | Votes nuls             | Votes nuls                       | 31    | 1,56  |  |  |
| Total                  | Total                  | Total                            | 1 992 | 100   |  |  |
| Abstention             | Abstention             | Abstention                       | 4 299 | 68,34 |  |  |
| Inscrits/Participation | Inscrits/Participation | Inscrits/Participation           | 6 291 | 31,66 |  |  |

|                        | Claudia Abaunza        | Mouvement Terrebonne             | 1 235 | 66,47 |  |  |
|                        | Serge Gagnon           | Alliance démocratique Terrebonne | 623   | 33,53 |  |  |
|                        |                        |                                  |       |       |  |  |
| Suffrages exprimés     | Suffrages exprimés     | Suffrages exprimés               | 1 858 | 98,83 |  |  |
| Votes nuls             | Votes nuls             | Votes nuls                       | 22    | 1,17  |  |  |
| Total                  | Total                  | Total                            | 1 880 | 100   |  |  |
| Abstention             | Abstention             | Abstention                       | 4 234 | 69,25 |  |  |
| Inscrits/Participation | Inscrits/Participation | Inscrits/Participation           | 6 114 | 30,75 |  |  |

|                        | Valérie Doyon          | Mouvement Terrebonne             | 1 419 | 69,80 |  |  |
|                        | Éric Fortin            | Alliance démocratique Terrebonne | 614   | 30,20 |  |  |
|                        |                        |                                  |       |       |  |  |
| Suffrages exprimés     | Suffrages exprimés     | Suffrages exprimés               | 2 033 | 98,64 |  |  |
| Votes nuls             | Votes nuls             | Votes nuls                       | 28    | 1,36  |  |  |
| Total                  | Total                  | Total                            | 2 061 | 100   |  |  |
| Abstention             | Abstention             | Abstention                       | 4 038 | 66,21 |  |  |
| Inscrits/Participation | Inscrits/Participation | Inscrits/Participation           | 6 099 | 33,79 |  |  |

|                        | Marie-Eve Couturier    | Mouvement Terrebonne             | 2 025 | 86,69 |  |  |
|                        | Yan Maisonneuve        | Alliance démocratique Terrebonne | 311   | 13,31 |  |  |
|                        |                        |                                  |       |       |  |  |
| Suffrages exprimés     | Suffrages exprimés     | Suffrages exprimés               | 2 336 | 99,19 |  |  |
| Votes nuls             | Votes nuls             | Votes nuls                       | 19    | 0,81  |  |  |
| Total                  | Total                  | Total                            | 2 355 | 100   |  |  |
| Abstention             | Abstention             | Abstention                       | 2 439 | 50,88 |  |  |
| Inscrits/Participation | Inscrits/Participation | Inscrits/Participation           | 4 794 | 49,12 |  |  |

|                        | Carl Miguel Maldonado  | Mouvement Terrebonne             | 2 199 | 80,99 |  |  |
|                        | Annie Claude De Paoli  | Alliance démocratique Terrebonne | 265   | 9,76  |  |  |
|                        | Caroline Desbiens      | Indépendante                     | 251   | 9,24  |  |  |
|                        |                        |                                  |       |       |  |  |
| Suffrages exprimés     | Suffrages exprimés     | Suffrages exprimés               | 2 715 | 98,73 |  |  |
| Votes nuls             | Votes nuls             | Votes nuls                       | 35    | 1,27  |  |  |
| Total                  | Total                  | Total                            | 2 750 | 100   |  |  |
| Abstention             | Abstention             | Abstention                       | 3 216 | 53,91 |  |  |
| Inscrits/Participation | Inscrits/Participation | Inscrits/Participation           | 5 966 | 46,09 |  |  |

|                        | Benoit Ladouceur       | Mouvement Terrebonne             | 1 843 | 79,75 |  |  |
|                        | Simon Paquin           | Alliance démocratique Terrebonne | 441   | 19,08 |  |  |
|                        | Maxime Houle           | Indépendant                      | 27    | 1,17  |  |  |
|                        |                        |                                  |       |       |  |  |
| Suffrages exprimés     | Suffrages exprimés     | Suffrages exprimés               | 2 311 | 99,14 |  |  |
| Votes nuls             | Votes nuls             | Votes nuls                       | 20    | 0,86  |  |  |
| Total                  | Total                  | Total                            | 2 331 | 100   |  |  |
| Abstention             | Abstention             | Abstention                       | 2 418 | 50,92 |  |  |
| Inscrits/Participation | Inscrits/Participation | Inscrits/Participation           | 4 749 | 49,08 |  |  |

|                        | Robert Morin           | Mouvement Terrebonne             | 1 620 | 78,72 |  |  |
|                        | Dave Armstrong         | Alliance démocratique Terrebonne | 284   | 13,80 |  |  |
|                        | Valérie Quevillon      | Nouvel Élan Terrebonne           | 154   | 7,48  |  |  |
|                        |                        |                                  |       |       |  |  |
| Suffrages exprimés     | Suffrages exprimés     | Suffrages exprimés               | 2 058 | 98,85 |  |  |
| Votes nuls             | Votes nuls             | Votes nuls                       | 24    | 1,15  |  |  |
| Total                  | Total                  | Total                            | 2 082 | 100   |  |  |
| Abstention             | Abstention             | Abstention                       | 3 017 | 59,17 |  |  |
| Inscrits/Participation | Inscrits/Participation | Inscrits/Participation           | 5 099 | 40,83 |  |  |

|                        | Daniel Aucoin          | Mouvement Terrebonne             | 1 561 | 82,03 |  |  |
|                        | Nathalie Ricard        | Alliance démocratique Terrebonne | 342   | 17,97 |  |  |
|                        |                        |                                  |       |       |  |  |
| Suffrages exprimés     | Suffrages exprimés     | Suffrages exprimés               | 1 903 | 98,04 |  |  |
| Votes nuls             | Votes nuls             | Votes nuls                       | 38    | 1,96  |  |  |
| Total                  | Total                  | Total                            | 1 941 | 100   |  |  |
| Abstention             | Abstention             | Abstention                       | 2 884 | 59,77 |  |  |
| Inscrits/Participation | Inscrits/Participation | Inscrits/Participation           | 4 825 | 40,23 |  |  |

|                        | André Fontaine         | Mouvement Terrebonne             | 1 771 | 87,98 |  |  |
|                        | Martin Gince           | Alliance démocratique Terrebonne | 242   | 12,02 |  |  |
|                        |                        |                                  |       |       |  |  |
| Suffrages exprimés     | Suffrages exprimés     | Suffrages exprimés               | 2 013 | 98,05 |  |  |
| Votes nuls             | Votes nuls             | Votes nuls                       | 40    | 1,95  |  |  |
| Total                  | Total                  | Total                            | 2 053 | 100   |  |  |
| Abstention             | Abstention             | Abstention                       | 3 337 | 61,91 |  |  |
| Inscrits/Participation | Inscrits/Participation | Inscrits/Participation           | 5 390 | 38,09 |  |  |

|                        | Robert Auger           | Mouvement Terrebonne             | 1 397 | 66,46 |  |  |
|                        | Jacques Demers         | Alliance démocratique Terrebonne | 705   | 33,54 |  |  |
|                        |                        |                                  |       |       |  |  |
| Suffrages exprimés     | Suffrages exprimés     | Suffrages exprimés               | 2 102 | 98,92 |  |  |
| Votes nuls             | Votes nuls             | Votes nuls                       | 23    | 1,08  |  |  |
| Total                  | Total                  | Total                            | 2 125 | 100   |  |  |
| Abstention             | Abstention             | Abstention                       | 2 529 | 54,34 |  |  |
| Inscrits/Participation | Inscrits/Participation | Inscrits/Participation           | 4 654 | 45,66 |  |  |

|                        | Michel Corbeil         | Mouvement Terrebonne             | 1 900 | 86,01 |  |  |
|                        | Roch Lachance          | Alliance démocratique Terrebonne | 309   | 13,99 |  |  |
|                        |                        |                                  |       |       |  |  |
| Suffrages exprimés     | Suffrages exprimés     | Suffrages exprimés               | 2 209 | 98,66 |  |  |
| Votes nuls             | Votes nuls             | Votes nuls                       | 30    | 1,34  |  |  |
| Total                  | Total                  | Total                            | 2 239 | 100   |  |  |
| Abstention             | Abstention             | Abstention                       | 3 190 | 58,76 |  |  |
| Inscrits/Participation | Inscrits/Participation | Inscrits/Participation           | 5 429 | 41,24 |  |  |

|                        | Sonia Leblanc          | Mouvement Terrebonne             | 1 427 | 69,54 |  |  |
|                        | Guylène Mathieu        | Alliance démocratique Terrebonne | 625   | 30,46 |  |  |
|                        |                        |                                  |       |       |  |  |
| Suffrages exprimés     | Suffrages exprimés     | Suffrages exprimés               | 2 052 | 98,80 |  |  |
| Votes nuls             | Votes nuls             | Votes nuls                       | 25    | 1,20  |  |  |
| Total                  | Total                  | Total                            | 2 077 | 100   |  |  |
| Abstention             | Abstention             | Abstention                       | 3 174 | 60,45 |  |  |
| Inscrits/Participation | Inscrits/Participation | Inscrits/Participation           | 5 251 | 39,55 |  |  |

|                        | Marc-André Michaud     | Mouvement Terrebonne             | 1 705 | 77,96 |  |  |
|                        | Francis Ménard         | Alliance démocratique Terrebonne | 482   | 22,04 |  |  |
|                        |                        |                                  |       |       |  |  |
| Suffrages exprimés     | Suffrages exprimés     | Suffrages exprimés               | 2 187 | 98,07 |  |  |
| Votes nuls             | Votes nuls             | Votes nuls                       | 43    | 1,93  |  |  |
| Total                  | Total                  | Total                            | 2 230 | 100   |  |  |
| Abstention             | Abstention             | Abstention                       | 3 598 | 61,74 |  |  |
| Inscrits/Participation | Inscrits/Participation | Inscrits/Participation           | 5 828 | 38,26 |  |  |